# Гоксі (Арканзас)
Гоксі (англ. Hoxie) — місто (англ. city) в США, в окрузі Лоуренс штату Арканзас. Населення — 2598 осіб (2020).

## Географія
Гоксі розташоване за координатами 36°2′11″ пн. ш. 90°58′25″ зх. д. / 36.03639° пн. ш. 90.97361° зх. д. (36.036500, -90.973546).  За даними Бюро перепису населення США в 2010 році місто мало площу 16,87 км², уся площа — суходіл.

## Демографія
Згідно з переписом 2010 року, у місті мешкало 2780 осіб у 1118 домогосподарствах у складі 777 родин. Густота населення становила 165 осіб/км².  Було 1237 помешкань (73/км²). 
Расовий склад населення:
| - 96,2 % — білих - 0,9 % — чорних або афроамериканців - 0,3 % — корінних американців - 0,1 % — вихідців з тихоокеанських островів |

До двох чи більше рас належало 2,3 %. Іспаномовні складали 1,5 % від усіх жителів.
За віковим діапазоном населення розподілялося таким чином: 25,5 % — особи молодші 18 років, 60,8 % — особи у віці 18—64 років, 13,7 % — особи у віці 65 років та старші. Медіана віку мешканця становила 36,4 року. На 100 осіб жіночої статі у місті припадало 91,3 чоловіків;  на 100 жінок у віці від 18 років та старших — 87,6 чоловіків також старших 18 років.
Середній дохід на одне домашнє господарство  становив 35 575 доларів США (медіана — 27 201), а середній дохід на одну сім'ю — 43 758 доларів (медіана — 36 250). Медіана доходів становила 28 382 долари для чоловіків та 22 019 доларів для жінок. За межею бідності перебувало 27,5 % осіб, у тому числі 42,9 % дітей у віці до 18 років та 12,2 % осіб у віці 65 років та старших.
Цивільне працевлаштоване населення становило 1041 осіб. Основні галузі зайнятості: освіта, охорона здоров'я та соціальна допомога — 23,1 %, виробництво — 14,0 %, роздрібна торгівля — 11,0 %, публічна адміністрація — 10,8 %.